# Свети мученик Јустин, Харитон, Харита, Евелпист, Јеракс, Пеон, Валеријан и Јуст
Свети мученици Јустин, Харитон, Харита, Евелпист, Јеракс, Пеон, Валеријан и Јуст су ранохришћански мученици и светитељи.
Сви они су пострадали у Риму за време прогона хришћана у време цара Марка Аурелија и епарха Рустика. У њиховом житију записано је њихово исповедање хришћанске вере: 
„Свети Пеон који је ту стајао рече: „И ја сам хришћанин”. Градоначелник га упита: „Ко тебе научи хришћанству?” Он одговори: „Од родитеља примих ово добро исповедање.” На то Евелпист рече: „И мене моји родитељи научише да будем хришћанин, а слушајући Јустинове речи, ја се још јаче учврстих у хришћанској вери.” Градоначелник га упита: „А где су твоји родитељи?” Евелпист одговори: „У Кападокији.” Онда градоначелник упита Јеракса: „У којој земљи живе твоји родитељи?” Јеракс му одговори: „Истинити Отац наш јесте Христос, а мати - вера у Њега; земаљски родитељи моји преставише се, а ја дођох овамо из Иконије Фригијске.”Тада се градоначелник обрати Ливеријану, да и он каже, да ли је хришћанин и мари ли за њихове богове. Ливеријан одговори: „И ја сам хришћанин, почитујем јединог истинитог Бога и Њему се клањам, а ваше богове презирем.” Обраћајући се поново Јустину, градоначелник рече: „Слушај ти који се називаш красноречивим и сматраш да си следбеник истинитог учења, ако од главе па по целом телу будеш покривен ранама, очекујеш ли да ћеш због тога узићи на небо?” Јустин одговори: „Очекујем, јер ако претрпим то мучење о коме ти говориш, онда ћу и ја добити од Господа мог ону награду која је припремљена онима који сачувају Христово учење. Сигурно знам да све, који побожно поживе и на неки начин пострадају за Бога, очекује до свршетка целога света сакривена благодат Божја.” На то градоначелник Рустик рече: „Ти дакле мислиш да ћеш узићи на небо и добити неку награду од Бога твог?” Јустин одговори: „Не мислим, него сигурно знам и надам се у то без икакве сумње.” Тада Рустик рече: „Хајде да приступимо послу што је пред нама: скупите се заједно, па сви скупа принесите боговима жртву.” На то Јустин узврати: „Нико који је при здравој памети неће зажелети да лиши себе побожности и упадне у заблуду и безакоње.” Градоначелник Рустик рече: „Ако се наредбама нашим не будете покорили, бићете стављени на муке без икакве милости.” Јустин одговори:„ Ваистину желимо да претрпимо муке за Господа нашег Исуса Христа, и да се спасемо, јер ће нам те муке издејствовати спасење и смелост на Страшном суду Његовом, коме ће сав свет по Божјем наређењу предстати.” - То исто и остали свети мученици рекоше, додајући ово: „Чини брзо што хоћеш; ми смо хришћани, идолима принети жртву нећемо.” Чувши то, градоначелник изрече овакву пресуду: „Они који неће да боговима принесу жртву и да се покоре царској наредби, нека буду штаповима бијени, па одведени на смрт: нека им одсеку главе, као што закони римски прописују.” ”
Након тога су сви обезглављени, 163. године. Неки од верника тајно су узели њихова тела и сахранили их.
Православна црква помиње свете мученике Јустина, Харитона, Хариту, Евелписта, Јеракса, Пеона, Валеријана и Јуста 1. (14.) јуна.